# Baron Spens
Baron Spens, of Blairsanquhar in the County of Fife, ist ein erblicher britischer Adelstitel in der Peerage of the United Kingdom.
Der jeweilige Baron ist auch Chief des Clan Spens.
Der Titel wurde am 20. August 1959 für den Juristen und konservativen Politiker Sir Patrick Spens geschaffen. Heutiger Titelinhaber ist seit 2001 sein Urenkel als 4. Baron.

## Liste der Barone Spens (1959)
- (William) Patrick Spens, 1. Baron Spens (1885–1973)
- William George Michael Spens, 2. Baron Spens (1914–1984)
- Patrick Michael Rex Spens, 3. Baron Spens (1942–2001)
- Patrick Nathaniel George Spens, 4. Baron Spens (* 1968)

Titelerbe (Heir Apparent) ist der Sohn des aktuellen Titelinhabers, Hon. Peter Lathallan Spens (* 2000).